# Roland Drago
Pour les articles homonymes, voir Drago.
Roland Drago, né le 22 juin 1923 à Alger et mort le 7 mai 2009 au Chesnay, est un juriste français.
Professeur de l'Université Panthéon-Assas (Paris II), membre de l'Institut de France (Académie des sciences morales et politiques, section « Législation, droit public et jurisprudence ») à partir de 1990, président de l'Académie en 2000, il est également membre pendant plusieurs années du bureau de l'Institut français des sciences administratives (IFSA).

## Biographie
Roland Drago, agrégé des facultés de droit, a d'abord été détaché à l'Institut des hautes études de Tunis de 1950 à 1954. Puis il a été professeur à la faculté de droit de Lille de 1954 à 1965, et enfin à l'université Paris II Panthéon-Assas à partir de 1965. Il a, par ailleurs, accompli trois mandats au Comité consultatif des Universités et au Comité national du CNRS.
Il a été membre du Club de l'horloge.
Il a enseigné à l'École nationale d'administration dès 1960, ainsi qu'à l'École spéciale militaire de Saint-Cyr de 1983 à 1987.
Ancien président du Centre d'études et de recherches de science administrative, il y demeure chercheur honoraire.
En parallèle de son métier universitaire, Roland Drago a exercé la fonction d'expert des Communautés économiques européennes de 1963 à 1964, du ministère de l'Économie et des Finances de 1973 à 1974, du ministère de la Justice en 1974, conseiller juridique du ministère des Universités de 1977 à 1981, membre de la délégation française à la Conférence générale de l'UNESCO en 1980 et expert du ministère des DOM-TOM en 1987.
Secrétaire général de la Société de législation comparée de 1964 à 1977, il la préside de 1979 à 1983.
Roland Drago a été président du Tribunal suprême de Monaco de 1998 à 2007, après en avoir été juge en 1975 et vice-président. En 2000, il est président de l'Académie des Sciences morales et politiques.
Il a été vice-président de l'association promouvant l'enseignement privé Enseignement et Liberté jusqu'en 2007.

## Décorations
- Commandeur de l'ordre des Palmes académiques en 1987, en tant que « professeur d'université »[9]
- Grand-officier de l'ordre de Saint-Charles en 2000[10]

## Œuvres
- Les Crises de la notion d'établissement public (thèse), 1950
- Traité de contentieux administratif, 2 volumes (en collaboration), 1962
- Traité du droit de la presse (en collaboration), 1969
- Encyclopédie de droit administratif. I- Contentieux administratif, II- Responsabilité de la puissance publique (en collaboration), 1983-1985
- Traité des recours en matière administrative (en collaboration), Litec, 1992  (ISBN 2711120783)
- Souveraineté de l’État et interventions internationales (sous la direction de), 1996
- L'unité du droit, Economica, 1996  (ISBN 2717830553)
- Dictionnaire biographique des membres du Conseil d'État, 1799-2001, Fayard, 2001  (ISBN 2213606935)
- La confection de la loi (en collaboration), PUF, 2005  (ISBN 2130546188)